# 往郷村
往郷村（おうごうむら）は長野県下高井郡にあった村。現在の木島平村大字往郷にあたる。

## 地理
- 山：城倉山、木島山、台倉山
- 河川：馬曲川

## 歴史
- 1876年（明治9年）5月 - 近世以来の高井郡市之割村・計見村・高石村・計見新田村・平沢村・馬曲村・庚新田村・南鴨ヶ原村が合併して往郷村となる。
- 1879年（明治12年）1月4日 - 所属郡が下高井郡に変更。
- 1889年（明治22年）4月1日 - 町村制の施行により、往郷村が単独で自治体を形成。
- 1955年（昭和30年）2月1日 - 穂高村・上木島村と合併して木島平村が発足。同日往郷村廃止。